# Mirza Abolhassan Khan Chirazi
Mirza Abolhassan Khan Chirazi (en persan : میرزا ابوالحسن خان شیرازی), né en 1776 et mort en 1846, était un diplomate persan.